# 10598 Markrees
10598 Markrees (1996 TT11) là một tiểu hành tinh vành đai chính được phát hiện ngày 13 tháng 10 năm 1996 bởi P. G. Comba ở Prescott.